# Lijst van nummer 0-hits in de Outlaw 41 in 2005
Deze hits stonden in 2005 op nummer 0 in de Outlaw 41:
| Datum        | Artiest                                                        | Titel                                 |
| ------------ | -------------------------------------------------------------- | ------------------------------------- |
| 7 januari    | The Delays                                                     | Lost In A Melodie                     |
| 14 januari   | The Delays                                                     | Lost In A Melodie                     |
| 21 januari   | Polarex                                                        | One On One                            |
| 28 januari   | The Mars Volta                                                 | The Widow                             |
| 4 februari   | The Mars Volta                                                 | The Widow                             |
| 11 februari  | The Mars Volta                                                 | The Widow                             |
| 18 februari  | The Mars Volta                                                 | The Widow                             |
| 25 februari  | The Doves                                                      | Black And White Town                  |
| 4 maart      | LCD Soundsystem                                                | Daft Punk Is Playing At My House      |
| 11 maart     | LCD Soundsystem                                                | Daft Punk Is Playing At My House      |
| 18 maart     | Osdorp Posse                                                   | Zie Je De Cyclus                      |
| 25 maart     | Queens Of The Stone Age                                        | Little Sister                         |
| 1 april      | Queens Of The Stone Age                                        | Little Sister                         |
| 8 april      | Queens Of The Stone Age                                        | Little Sister                         |
| 15 april     | Low                                                            | California                            |
| 22 april     | Kaiser Chiefs                                                  | Oh My God                             |
| 29 april     | System Of A Down                                               | B.Y.O.B.                              |
| 6 mei        | DJ Spooky That Subliminal Kid vs. Dave Lombardo feat. Chuck D. | B Side Wins Again                     |
| 13 mei       | Nine Inch Nails                                                | The Hand That Feeds                   |
| 20 mei       | Nine Inch Nails                                                | The Hand That Feeds                   |
| 27 mei       | Life Of Agony                                                  | Love To Let You Down                  |
| 3 juni       | Life Of Agony                                                  | Love To Let You Down                  |
| 10 juni      | Life Of Agony                                                  | Love To Let You Down                  |
| 17 juni      | Life Of Agony                                                  | Love To Let You Down                  |
| 24 juni      | Life Of agony                                                  | Love To Let You Down                  |
| 1 juli       | Soulwax                                                        | NY Excuse                             |
| 8 juli       | Soulwax                                                        | NY Excuse                             |
| 15 juli      | Soulwax                                                        | NY Excuse                             |
| 22 juli      | The Tears                                                      | Lovers                                |
| 29 juli      | Editors                                                        | Munich                                |
| 5 augustus   | Editors                                                        | Munich                                |
| 12 augustus  | Dredg                                                          | Bug Eyes                              |
| 19 augustus  | Hard-Fi                                                        | Hard To Beat                          |
| 26 augustus  | Hard-Fi                                                        | Hard To Beat                          |
| 2 september  | Hard-Fi                                                        | Hard To Beat                          |
| 9 september  | dEUS                                                           | 7 Days, 7 Weeks                       |
| 16 september | dEUS                                                           | 7 Days, 7 Weeks                       |
| 23 september | dEUS                                                           | 7 Days, 7 Weeks'                      |
| 30 september | Face Tomorrow                                                  | My World Within'                      |
| 7 oktober    | GEM                                                            | Good To Know You'                     |
| 14 oktober   | Gem                                                            | Good To Know You                      |
| 21 oktober   | Nine Black Alps                                                | Unsatisfied                           |
| 28 oktober   | Death Cab For Cutie                                            | Soul Meets Body                       |
| 4 november   | Death cab For Cutie                                            | Soul Meets Body                       |
| 11 november  | Midaircondo                                                    | Serenade                              |
| 18 november  | Midaircondo                                                    | Serenade                              |
| 25 november  | Midaircondo                                                    | Serenade                              |
| 2 december   | Spinvis                                                        | Het voordeel van video                |
| 9 december   | Arctic Monkeys                                                 | I Bet You Look Good On The Dancefloor |
| 16 december  | Arctic Monkeys                                                 | I Bet You Look Good On The Dancefloor |
| 23 december  | Arctic Monkeys                                                 | I Bet You look Good On The Dancefloor |
| 30 december  | Arctic Monkeys                                                 | I Bet You look Good On The Dancefloor |

- Nederland (Top 40)
- Nederland (Single Top 100)
- Nederland (3FM Mega Top 50)
- Nederland (Outlaw 41)
- Nederland (DVD Top 30)
- Vlaanderen (Radio 2 Top 30)
- Vlaanderen (Ultratop 50)
- Vlaanderen (Top 30 van Ultratop)
- Wallonië
- Australië
- Denemarken
- Duitsland
- Frankrijk
- Ierland
- Italië
- Nieuw-Zeeland
- Noorwegen
- Oostenrijk
- Verenigd Koninkrijk
- Verenigde Staten (Hot 100)
- Zweden
- Zwitserland